# Gijou
Gijou – rzeka we Francji o długości 50,2 kilometrów, prawy dopływ Agout. Źródło rzeki znajduje się w pobliżu miejscowości Lacaune.
Rzeka przepływa przez departament Tarn. Łączna powierzchnia dorzecza wynosi 208 km².

## Miasta, przez które przepływa rzeka
- Lacaune
- Gijounet
- Viane
- Lacaze
- Saint-Pierre-de-Trivisy
- Vabre

Rzeka wpada do Agout w okolicach miasta Vabre. Średni roczny przepływ wynosi 4,63 m³/s.

## Dopływy
- Bertou
- Limes
- Gijoussel